# Edward James Roye
Edward James Roye (Newark (Ohio), 3 de febrero de 1815 -  11 de febrero de 1872) fue un político liberiano, quinto presidente de Liberia entre 1870 y 1871. Fue el primer miembro del Partido Whig Auténtico en servir como presidente.
Roye nació en una familia adinerada en Newark, Ohio. Emigró a Liberia en 1846 y se convirtió en comerciante. Roye entró en la política en 1849, desempeñándose como  miembro y Presidente de la Cámara de Representantes de Liberia, y como Presidente del Tribunal Supremo de Liberia. Se convirtió en Presidente de Liberia en 1870 en medio de una crisis presupuestaria estatal. En 1871 fue derrocado y reemplazado por su vicepresidente James Skivring Smith.
Falleció el 11 de febrero de 1872 por causas aún no esclarecidas, existiendo múltiples versiones al respecto.